# Língua atikamekw
Atikamekw (também chamada Attikamek, Tête de Boule, Attimewk, Atihkamekw, Atikamek) é uma variante da língua algonquina falada pelo povo Atikamekw do sudoeste de Quebec. É falada por quase todos os Atikamekw, sendo portanto uma das línguas indígenas da América do Norte menos ameaçadas de
 O som Atikamekw líquido (som "L") é  *l is [ɾ] (definido como 'r'). O som correspondente em outros dialetos Cree é [n], [j], [l], ou [ð] (um diferente para cada dialeto. Outra forma em que Atikamekw é distinto dos demais dialetos de Cree está em ter muitos palavras originárias da língua Anishinaabe .

## Classificação
Atikamekw é um dialeto da língua Cree e assim faz parte do continum dialetal Cree que vai do Innu-aimun (Montagnais) ao Naskapi, todos fazendo parte do ramo central das Algonquinas que por sua vez são parte das Álgicas.

## Escrita
O Atikamekw usa o  alfabeto latino de uma forma bem limitada com somente 15 letras: consoantes P, T, K, S, C, Tc, M, N, R, H, W e vogais A, E, I, O.

## Fonologia

### Consoantes
Consoantes Atikamekw conforme ortografia padrão e equivalentes IPA:
|                  | Bilabial | Alveolar | Postalveolar | Velar | Glotal |
| ---------------- | -------- | -------- | ------------ | ----- | ------ |
| Nasal oclusiva   | m /m/    | n /n/    |              |       |        |
| Oclusiva]]       | p /p/    | t /t/    | tc /tʃ/      | k /k/ |        |
| Fricativa        |          | s /s/    | c /ʃ/        |       | h /h/  |
| Vibrante simples |          | r /r/    |              |       |        |
| Aproximante      |          |          |              | w /w/ |        |

### Vogais
| \| \| Anterior \| Anterior \| Posterior \| Posterior \| \| longa \| curta \| longa \| curta \| \| \| ------- \| -------- \| -------- \| --------- \| --------- \| \| Fechada \| î /iː/ \| i /i/ \| \| \| \| Média \| ê /eː/ \| \| ô /oː/ \| o /o/ \| \| Aberta \| \| \| â /aː/ \| a /a/ \| - A vogal longa (indicada acima com acento circunflexo) não é geralmente algo expresso na língua escrita. Weckatc ka pe apicician ni ki mireriten notcimik e tacikeian mamowi ninikihikok. E takwakik ni kospihenan ka pe pipona nac kotc e iti miroskamik ka ickwa piponiciak. Ite ka ici nokiak ka niskwetinak icinikatew. Minawatc e ici mikawian nitata ko kicepa orapikatepan nicw otema. Pai Nosso: 9. Ekoni tca ke ici aiamihaiekw: ‘Notawinan, wakwek ka tacikein, ni nataweritenan kitci kicteritcikatek kiticinikasowin, 10. kitci otcitciparik kokimawin, kaie e iteritaman kitci totcikatek ota askik tapickotc wakwek. 11. Miricinan anotc ke mitciak. 12. Kaie kasihamawicinan e matci totamak, tapickotc e ici ponerimakitcik aniki ka matci totawimitcik. 13. Kaie akawir pakitinicinan kitci kokwetcihikoiak Matci Manito. [Kir meka kai ci tataman okimawin, mackawisiwin, acitc Fonte: Oraprdt.uqtr 1. - Béland, Jean-Pierre. 1978. Atikamekw Morphology & Lexicon. Ph.D. Dissertation, University of California, Berkeley. - OLAC resources in and about the Atikamekw language - Atikamekw em Ethnologue - Atikamekw em language Geek - Atikamekw – Atikamekwsipi - Atikamekw em native.languages - site Atikamekw - Alfabeto Atikamekw - Atlas Conversação Atikamekw - Atikamekw em Omniglot.com |          |          |           |           |
| | Anterior | Anterior | Posterior | Posterior |
| longa | curta    | longa    | curta     |           |
| Fechada | î /iː/   | i /i/    |           |           |
| Média | ê /eː/   |          | ô /oː/    | o /o/     |
| Aberta |          |          | â /aː/    | a /a/     |